# Тесфайе Дебессайе
Тесфайе Дебессайе (амх. ተስፋዬ ደበሳይ; 1941, Алитена — 1977, Аддис-Абеба) — эфиопский леворадикальный политик, марксистский социалист, один из лидеров Эфиопской народно-революционной партии. Участник подпольной борьбы против императорского режима Хайле Селассие I. После свержения монархии — активный противник марксистско-ленинской диктатуры Менгисту Хайле Мариама. Организатор партизанского движения и террористического подполья на первом этапе эфиопской гражданской войны. Покончил с собой, дабы не попасть в руки госбезопасности режима. В современной Эфиопии считается выдающимся революционным демократом.

## Происхождение, образование, работа
Родился в бедной многодетной семье крестьян-иробов из селения Алитена близ Адди-Грата — восточный Тыграй, в то время провинция Агаме. Алитена — традиционный культурно-политический центр народа иробов и эфиопских католиков.
Начальное образование Тесфайе Дебессайе получил в местной католической школе. Затем учился в средней школе Мэкэле. За успехи в учёбе был отправлен продолжать образование в Италию. Получил докторскую степень по философии в Папском Урбанианском университете Рима.
Вернувшись на родину, Тесфайе Дебессайе поступил на госслужбу в одно из министерств. Затем работал преподавателем в Университете Хайле Селассие, занимался философскими исследованиями. В 1972 году был направлен на стажировку в Швейцарию.

## В руководстве ЭНРП
Тесфайе Дебессайе придерживался леворадикальных марксистско-социалистических взглядов. Был сторонником свержения эфиопской монархии, установления демократической республики. Организовывал в Аддис-Абебе подпольные ячейки в студенческой и рабочей среде.
Находясь в Европе, Тесфайе Дебессайе установил связи с молодыми представителями эфиопской леворадикальной политэмиграции, Народного фронта освобождения Эритреи и Организации освобождения Палестины. В апреле 1972 года участвовал в создании Эфиопской народно-революционной партии (ЭНРП). Партия ставила целью свержение императорского режима в Эфиопии путём вооружённой борьбы, установление республики и социалистические преобразования. Ведущими лидерами ЭНРП стали Тесфайе Дебессайе, Берханемескель Реда и Кифлу Тадессе.

Реда был сторонником городской герильи в духе аргентинских монтонерос и западногерманской «Фракции Красной армии». Дебессайе и Тадессе выступали за сельскую партизанщину по типу Мао Цзэдуна и Че Гевары. Попробовали оба метода, но развернуться не смогли. Зато одухотворили офицерскую молодёжь.

## Организатор контртеррора
12 сентября 1974 года монархический режим Хайле Селассие I был свергнут в результате военного переворота. К власти пришёл Временный военно-административный совет (ДЕРГ). Первоначально ЭНРП с энтузиазмом поддержала новый режим. Но между правящей группой Менгисту Хайле Мариама и ЭНРП быстро возник принципиальный конфликт. ЭНРП выступала против диктатуры и красного террора, обвиняла ДЕРГ в предательстве революции и установлении фашистского режима. Кроме того, возникли антагонизмы между ЭНРП и другой марксистско-социалистической организацией — Всеэфиопским социалистическим движением (ВЭСД), которое поддерживало режим Менгисту.
Генеральный секретарь ЭНРП Берханемескель Реда и главный идеолог партии Гетачью Мару были против вооружённого сопротивления, поскольку считали партию не подготовленной к этому. Однако верх взяла радикальная линия Кифлу Тадессе и Тесфайе Дебессайе. ЭНРП сделала ставку на контртеррор. Боевики ЭНРП совершили ряд вооружённых атак на высокопоставленных чиновников ДЕРГ. Наиболее известные акции — покушение на Менгисту 23 сентября 1976 года, убийство идеолога ВЭСД и видного режимного функционера Фикре Мерида 26 сентября 1976. Тесфайе Дебессайе, наряду с Кифлу Тадессе, являлся главным организатором боевых действий против режима — как партизанского движения в Тыграе, так и террористического подполья в Аддис-Абебе. Фактически он являлся командующим военизированного крыла ЭНРП — Эфиопской народно-революционной армии.

«Террор и убийства, развязанные ЭНРП, уничтожили само понятие безопасности, — вспоминал через полтора десятилетия генерал менгистовского режима Генет Айель. — Убивали прямо у дверей штаб-квартиры ВВАС. Министры боялись идти в свои кабинеты. Ночевать старались в штабе, под военной охраной. Туда же вызывали парикмахера, потому что идти стричься в город было слишком опасно. Чтобы снабдить телохранителями всех, кто нуждался, просто не хватало войск. Мы не знали, что делать».

Боевиками ЭНРП командовал недавний студент-гуманитарий Тесфайе Дебессайе. Его поимка была возведена в сверхзадачу карательных органов. Непосредственно группой захвата руководил лучший сыскарь режима Шалека Шибеши. Госбезопасность вычислила, что Дебессайе скрывался в деловом квартале Аддис-Абебы. Кстати, хитрый был ход — искали-то на самых пролетарских задворках, «там, где белым бывать опасно». А он, можно сказать, отстреливал их у них же под носом.

Кроме того, Тесфайе Дебессайе поддерживал связь и боевую координацию с эритрейскими антиправительственными формированиями. Городское и сельское повстанчество ЭНРП, возглавляемое Тесфайе Дебессайе и Кифлу Тадессе, являлось важным элементом первого этапа эфиопской гражданской войны.

## Гибель
С февраля 1977 года ДЕРГ резко ужесточил политику «красного террора» (хотя формально террор был объявлен лишь в апреле). Менгисту Хайле Мариам провозгласил ЭНРП главным врагом режима. Большинство лидеров ЭНРП перебрались в конспиративные убежища в отделённых районах (по большей части в Тыграе). В Аддис-Абебе из секретарей ЦК ЭНРП остались только Кифлу Тадессе и Тесфайе Дебессайе. Своё пребывание в столице Тесфайе Дебессайе обосновывал необходимостью контролировать боевую активность партии.
15 марта 1977 года органы госбезопасности ДЕРГ обнаружили Тесфайе Дебессайе в одном из офисных зданий Аддис-Абебы. Завязалась перестрелка, в которой погиб один из его соратников. Однако взять живым Тесфайе Дебессайе не удалось — он покончил с собой, выбросившись из окна.
Существует версия, что устранение Тесфайе Дебессайе было организовано внутри самой ЭНРП (заинтересованным лицом называют Кифлу Тадессе). Однако эти предположения восходят к функционерам режима Менгисту и ничем доказательно не подтверждены.

## Память
В современной Эфиопии Тесфайе Дебессайе считается выдающимся революционером, борцом за демократию и социальную справедливость, представителем легендарного «Поколения» основателей ЭНРП.